# Lorenzo Ilarione Randi
Lorenzo Ilarione Randi (né le 12 juillet 1818 à Bagnacavallo en Émilie-Romagne, et mort le 14 janvier 1892 à Rome) est un cardinal italien du XIXe siècle.

## Biographie
Lorenzo Ilarione Randi exerce diverses fonctions au sein de la Curie romaine, notamment comme directeur général de la police et comme vice-camerlingue de la Sainte-Église. Comme délégué apostolique à Pérouse il a des malentendus avec l'archevêque local Pecci, le futur pape Léon XIII et Randi va s'opposer plus tard à son élection papale en 1878.
Le pape Pie IX le crée cardinal in pectore lors du consistoire du 5 mars 1875. Sa création est publiée le 17 septembre 1875. Le cardinal Randi est préfet d'économie de la Congrégation pour la Propaganda Fide. Les dernières années de sa vie, il accroit la  collection des pièces de monnaie papales, acquise par Léon XII.

## Sources
- Fiche du cardinal Lorenzo Ilarione Randi sur le site fiu.edu